# The Hamptons, Long Island AVA
The Hamptons, Long Island AVA (anerkannt seit dem 16. Mai 1985) ist ein Weinbaugebiet im US-Bundesstaat New York. Das Gebiet liegt im östlichen Teil des Verwaltungsgebiets Suffolk County und umfasst die südliche Halbinsel an der nordöstlichen Spitze von Long Island. Die Weinberge der nördlichen Halbinsel sind in der North Fork of Long Island AVA zusammengefasst.
Das Weinbaugebiet liegt auf einer ost-westlich orientierten Halbinsel mit einer Länge von 87 km (54 mi) und einer maximalen Breite von 16 km (10,0 mi).
Das Mikroklima der Rebflächen wird dabei von den Wassermassen des  Atlantischen Ozeans und der Peconic Bay positiv beeinflusst. Die Wachstumsperiode der Reben ist in diesem Teil des Bundesstaates ca. 1 Monat länger als in anderen Regionen. Dies ermöglicht den Anbau der aus dem Bordeaux bekannten Rebsorten Merlot, Cabernet Sauvignon und Cabernet Franc. Das Klima der südlichen Halbinsel ist dabei etwas kühler als das des nördlich gelegenen Weinbaugebiets North Fork of Long Island AVA, da hier häufiger mit Nebel zu rechnen ist. Die Böden bestehen überwiegend aus Schluff und Lehm.